# L'Aubergade
L'Aubergade ou Trama Hôtel est un hôtel restaurant cinq étoiles situé à Puymirol.

## Historique
Michel Trama commence en tant que plongeur sous-marin au Club Med. Après avoir rencontré sa future épouse, Maryse, il travaille comme serveur dans une pizzeria à Paris. 
En 1974, Michel et Maryse Trama inaugurent leur premier restaurant Sur le Pouce, rue Mouffetard, avec un cuisinier. Un matin, le chef ne vient pas travailler. C'est la raison pour laquelle Michel Trama doit se mettre en cuisine. Il lui faut apprendre tout ce qui concerne la cuisine avec les livres, notamment ceux de Michel Guérard ainsi que d'Auguste Escoffier.  
En 1978, ouverture de l'hôtel-restaurant à Puymirol. 
Le guide Michelin rouge lui attribue en 1981 sa première étoile. En 1985, il rencontre Michel Guérard qui l'inspire et grâce auquel il obtient sa deuxième étoile.
En 1991, Michel Trama est élu Meilleur chef de l'année par le guide Gault Millau. 
Enfin, le restaurant Les Loges de l'Aubergade décroche sa troisième étoile en 2004. À la suite de cette promotion, Michel Trama est élu Meilleur chef de l'année par tous les chefs étoilés du guide Michelin rouge.
Il perd cependant sa troisième étoile en 2011 et conserve deux étoiles jusqu'en 2019. En janvier 2020, le restaurant perd la seconde étoile.
Le 16 juillet 2012, le classement cinq étoiles est attribué à l'établissement par l'Atout France, en faveur de Trama Hôtel. Cet hôtel est toutefois connu sous le nom de l'Aubergade, nom depuis sa création, au lieu de Trama Hôtel.

## Bâtiment
Il s'agit de l'ancienne résidence du comte de Toulouse Raymond VII construite au XIIIe siècle. Le bâtiment abandonné avait été acquis en 1978 par le couple Trama qui le transforma en hôtel. 

## Distinction
- 1981 : Restaurant une étoile (Guide Michelin)
- 1991 : Meilleur chef de l'année (Gault et Millau, noté 19,5/20)
- 1993 : Chevalier de l'ordre du Mérite National, remis par Paul Bocuse
- 2004 : Restaurant trois étoiles (Guide Michelin)
- 2004 : Meilleur chef de l'année (par tous les chefs étoilés du guide Michelin)
- 2011 : Le restaurant redescend à deux étoiles (Guide Michelin)
- 2020 : Le restaurant redescend à une étoile (Guide Michelin)